# Josef Čtvrtníček
Josef Čtvrtníček (* 13. února 1990, Vyškov, Československo) je český fotbalový útočník od srpna 2016 působí v klubu FK Dukla Banská Bystrica.

## Klubová kariéra
- FK Drnovice (mládež) 1996–2008[1]
- FC Baník Ostrava (mládež) 2008–2009[1]
- 1. FC Slovácko (mládež) 2009–2011[1]
- 1. FC Slovácko 2011–2014
- →  FK Ústí nad Labem (hostování) 2012[2]
- →  FK Fotbal Třinec (hostování) 2013
- →  SK Sulko Zábřeh (hostování) 2014
- →  MFK Vyškov (hostování) 2014 [3]
- FC Zbrojovka Brno 2015
- →  SK Líšeň (farma) 2015
- Sandecja Nowy Sącz 2015–2016
- FK Dukla Banská Bystrica 2016–